# Elkin Ramírez
Elkin Fernando Ramírez Zapata (Medellín, 26 de octubre de 1962-Medellín, 29 de enero de 2017) fue un cantante y compositor colombiano,  conocido por haber sido líder y vocalista de la banda de rock duro progresivo Kraken.

## Biografía
Nació en Medellín, Colombia, el 26 de octubre de 1962, donde cursó sus estudios de primaria y secundaria al tiempo que exploró las artes plásticas, la literatura y la música, vinculado a diferentes talleres particulares especializados en dichos temas. Posteriormente renunció a todo tipo de vinculación con instituciones académicas de tipo convencional y desde entonces se dedicó a ser un autodidacta.
Su primer contacto con la música rock fue a los 16 años, cuando un compañero de tertulia expresó su afinidad con este movimiento artístico y compartió en aquella ocasión un casete que contenía el primer álbum de Led Zeppelin, banda que lo marcaría para siempre.
Además de Led Zeppelin, agrupaciones como Black Sabbath, Iron Maiden, Gotthard, DIO, Judas Priest, Motörhead, Barón Rojo (banda) y compositores clásicos como Puccini, Schubert, Mozart, Bach, Beethoven y Wagner, marcaron su vida y crearon en él un estilo muy propio de visión musical.
Perteneció en sus comienzos agrupaciones como Kripzy (1981-1982) y Ferrotrack (1983). En 1984 se une a la agrupación que después se llamaría Kraken, de la cual fue fundador y siempre ha sido el líder. Fue el autor y compositor de gran parte de las canciones de la banda en su letra, concepto y lírica, además de haber sido hasta su muerte la voz líder de la agrupación.
En 2008 hace su debut en el cine personificando a un asesino para la producción colombiana La ética de Caín, del director Edward Ruiz.
En sus acompañamientos a grupos esta la canción de Tres De Corazón en el CD Quietos Todos en la canción La Estupidez de este Mundo Demente.
También participó como vocalista invitado en el álbum "Ruido azul" de la banda Agamez en dos temas, "La duda" y "Bajo tu luz".
El 8 de junio de 2012 compartió escenario con Barón Rojo y Arkangel en la ciudad de Bogotá y Armenia, interpretando tres de sus temas más representativos "Muere Libre", "Vestido de Cristal" y "Escudo y Espada".
En diciembre de 2013 la banda se presentó en el Orquideorama del Jardín Botánico de la ciudad de Medellín, allí se grabó un DVD con ayuda de Andrés Felipe Muñoz, baterista de la banda amiga "Tr3s de corazón", este DVD con intención de festejar los 30 años de la banda.
Durante 2014, la banda realizó una gira a nivel nacional llamada "Kraken 30 años". Esta gira concluyó en la ciudad de Bogotá en junio de 2015, con un concierto de más de dos horas, donde entre otras sorpresas, se presentó el segundo sencillo "Sobre esta tierra" del nuevo álbum.
Para 2015 su banda preparaba un nuevo álbum manteniendo la alineación del anterior, "Humana Deshumanización ". De este álbum se conoce dos sencillos "La barca de los locos" y "Sobre esta tierra".
El 5 de julio de 2015 fue sometido a una operación para extraerle un edema fibroso (tumor) que le fue detectado en el parietal izquierdo del cerebro y desde entonces estuvo en recuperación, quimioterapias y otros procedimientos. El 24 de diciembre de 2016 fue hospitalizado en la Clínica Neurológica de Antioquia producto de complicaciones asociadas al tumor maligno. El 27 de enero fue trasladado a la Clínica Las Américas donde falleció en la mañana del 29 de enero de 2017 en Medellín.
Ramírez se despidió agradeciendo la paciencia de sus seguidores:

“Gracias por su acompañamiento, no abandonarnos y entender que en momentos difíciles se conocen las personas que realmente lo quieren a uno. Kraken sigue adelante, vamos con toda, los quiero y los extraño muchísimo, hasta pronto”

## Premios
- Orden al mérito Don Juan del Corral
- Orden al mérito Mariscal Jorge Robledo
- Premios SHOCK a Mejor Banda de Rock
- Premio Subterránica a Mejor Voz
- Galardón de SAYCO a Toda una Vida

## Discografía

### Kraken
- 1987: Kraken I - Codiscos
- 1989: Kraken II - Codiscos
- 1990: Kraken III - Sonolux
- 1993: Piel de cobre - 	Discos Fuentes
- 1994: Kraken I + II - Codiscos
- 1995: El símbolo de la huella - Discos Fuentes
- 1998: Kraken 89 - 98: Compilado promocional - Athenea Producciones
- 1999: Una leyenda del rock - Codiscos
- 2002: Kraken en vivo: Huella y camino - Athenea Producciones
- 2004: Kraken IV + V: Vive el rock nacional - Discos Fuentes
- 2006: Filarmónico - Athenea Producciones
- 2009: Humana deshumanización - Athenea Producciones
- 2014: Kraken 30 años: La fortaleza del titán - Locomotora Producción Audiovisual
- 2016: Sobre esta tierra - Athenea Producciones
- 2017: El Legado - Psychophony Records

## Tumba

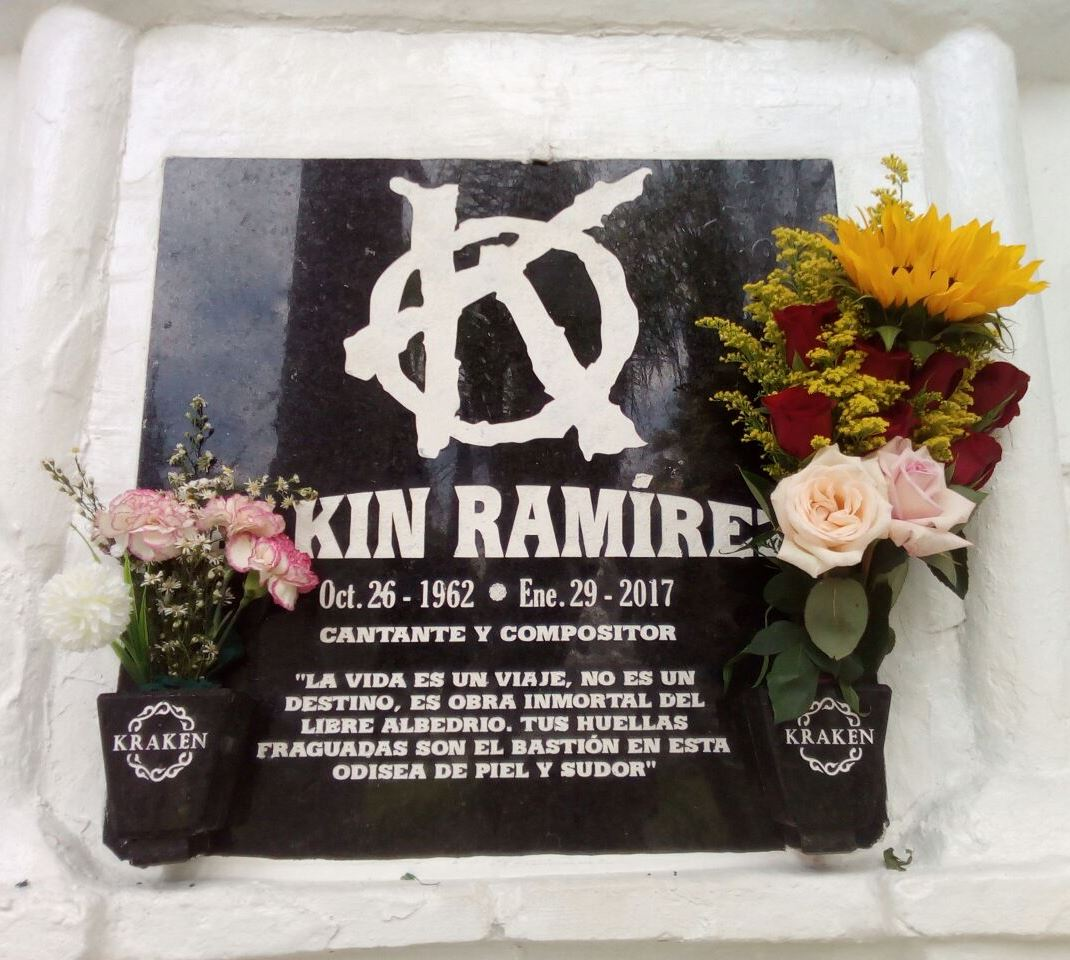
Tumba Elkin Ramírez

El Museo Cementerio San Pedro de la ciudad de Medellín, solicitó a la familia Ramírez Zapata albergar los restos mortales de Elkin Ramírez, los cuales fueron entregados al Cementerio en una ceremonia privada llevada a cabo el 3 de junio de 2017 en compañía de 500 invitados. Su tumba está ubicada en el patio principal, exactamente en la galería San Pedro y puede ser visitada por fanáticos y curiosos durante las visitas guiadas que ofrece el Cementerio o de manera autónoma dando un paseo turístico por el lugar.
El acto cultural para la entrega de sus cenizas estuvo a cargo de la Corporación Teatro Musical de Colombia, con un montaje escénico que rindió tributo al espíritu incansable de este maestro del Rock Nacional. Acompañados por un grupo de actores y actrices que voluntariamente se unieron a esta iniciativa, bajo la dirección musical de Samuel Rojas, Coreografía de Germán Gallego y la Dirección General de Andrés Ramírez, hijo de Elkin Ramírez y Maestro en Arte Dramático de la Universidad de Antioquia.